# Niečo sa chystá
Niečo sa chystá je první album slovenské skupiny PEHA z roku 1999.
Album obsahuje 12 písní, jako bonus také filmový záznam o nahrávání alba a videoklip k singlu Diaľkové ovládanie, který byl natočen v prešovském trolejbuse za běžného provozu. Autory hudby ke všem písničkám jsou Katarína Knechtová a Karol Sivák, autorem textů pak Vlado Krausz, pouze skladbu Neúplná otextoval Vali Šefčík. Další videoklip se natáčel v Divadle Jonáša Záborského v Prešově k písni Diabol - anjel, zpěvačka v něm prošla velkou vizuální proměnou, když se nechala ostříhat dohola.
Za toto album získala skupina ocenění Objev roku 1999.

## Seznam písní
1. V zaseknutom výťahu
2. Diaľkové ovládanie
3. Niečo sa chystá
4. To sa ti len zdá
5. Nájdeš ma
6. Dážď
7. Diabol - anjel
8. Dvaja páni
9. Ani neviem
10. Neúplná
11. Keď mi raz patológ…
12. Diaľkové ovládanie (unplugged)